# Con mi acento
Con mi acento es un álbum de estudio de Manolo Escobar, grabado en 1996. Es uno de los últimos discos grabados en los años 90, compuesto por las canciones Chiquilla, Y dieron las diez, La gota fría, Sangre española, Agua de mar, Ave Lucía, Baila, gitana, baila, Como un burro amarrado a la puerta del baile, Mi tierra, Rumores, Lo eres todo y La culpa fue del cha-cha-cha.

## Pistas
| Con mi acento |                                                |          |  |
| N.º           | Título                                         | Duración |  |
| 1.            | «Chiquilla»                                    | 3.06     |  |
| 2.            | «Y dieron las diez»                            | 4.52     |  |
| 3.            | «La gota fría»                                 | 3.09     |  |
| 4.            | «Sangre española»                              | 3.33     |  |
| 5.            | «Agua de mar»                                  | 3.57     |  |
| 6.            | «Ave Lucía»                                    | 4.21     |  |
| 7.            | «Baila, gitana, baila»                         | 3.55     |  |
| 8.            | «Como un burro amarrado a la puerta del baile» | 3.40     |  |
| 9.            | «Mi tierra»                                    | 4.12     |  |
| 10.           | «Rumores»                                      | 3.45     |  |
| 11.           | «Lo eres todo»                                 | 3.47     |  |
| 12.           | «La culpa fue del cha-cha-cha»                 | 3.39     |  |